# Nils Liedholm
Nils Erik Liedholm (ur. 8 października 1922 w Valdemarsvik, zm. 5 listopada 2007 w Cuccaro Monferrato) – szwedzki piłkarz występujący na pozycji pomocnika lub cofniętego łącznika, reprezentant kraju, olimpijczyk, trener.
Jeden z najbardziej utytułowanych ludzi w historii szwedzkiej i włoskiej piłki nożnej. Jako zawodnik reprezentował barwy IK Sleipner, IFK Norrköping (dwukrotne mistrzostwo Szwecji) oraz AC Milanu (czterokrotne mistrzostwo Włoch, dwukrotny zdobywca Pucharu Łacińskiego). Z reprezentacją Szwecji zdobył mistrzostwo Nordyckie 1937–1947, mistrzostwo olimpijskie 1948 oraz wicemistrzostwo świata 1958. Słynął ze swojej dobrej techniki, kontroli, klasy i celnego strzału. Doskonale grał zespołowo, poprzez budowanie akcji za pomocą świetnego tempa i podań oraz wykazywał cechy przywódcze. 
Jako trener był asystentem trenera Nereo Rocco w AC Milanie, którego w przyszłości trenował trzykrotnie, potem dwukrotnie trenował Hellasa Veronę (awans do Serie A), AC Monzę, FC Varese (awans do Serie A), ACF Fiorentinę oraz 5-krotnie AS Romę. Dwukrotnie zdobył mistrzostwo Włoch (1 z AC Milanem, 1 z AS Romą), a także czterokrotnie zdobył Puchar Włoch (1 z AC Milanem, 3 z AS Romą), co czyni go razem z Massimiliano Allegrim, Sven-Göran Erikssonem oraz Roberto Mancinim najabardziej utytułowanym trenerem w historii rozgrywek. 
Był także nagradzany indywidualnie: trzykrotnie wybierany do Drużyny Roku Serie A według magazynu Corriere dello Sport, dwukrotnie nagradzany Seminatore d'Oro – wyróżnienie dla trenera sezonu we Włoszech oraz członek 100 Magnifici (1997) – listy 100 najlepszych piłkarzy wszechczasów wg magazynu Il Venerdì di Repubblica, UEFA Jubilee Poll (2004 – 69. miejsce), oraz Galerii Sławy AC Milanu (2009) oraz Galerii Sławy włoskiej piłki nożnej (2016).

## Kariera piłkarska
Nils Liedholm karierę piłkarską rozpoczął w 1938 roku w IF Valdemarsviks, w którym grał do 1943 roku. Oprócz piłki nożnej grał także w bandy w IF Valdemarsviks i dla drużyny okręgowej Östergötland. Grał także w hokeja na lodzie oraz uprawiał biegi, pchnięcie kulą i rzut oszczepem. Następnie w latach 1943–1946 reprezentował barwy IK Sleipner, a w latach 1946–1949 IFK Norrköping (dwukrotne mistrzostwo Szwecji 1947, 1948).
Następnie wraz z kolegami z reprezentacji Szwecji: Gunnarem Grenem i Gunnarem Nordahlem przeniósł się do występującego we włoskiej Serie A AC Milanu, w którym tworzył z nimi słynny tercet tzw. Gre-No-Li. Debiut w drużynie Rossonerrich zaliczył 11 września 1949 roku w wygranym 3:1 ligowym meczu wyjazdowym z Sampdorią Genua. W klubie w latach 1949–1961 rozegrał 359 meczów ligowych, w których zdobył 81 goli oraz odniósł największe sukcesy w karierze piłkarskiej: trzykrotne mistrzostwo Włoch (1951, 1955, 1957), czterokrotne wicemistrzostwo Włoch (1950, 1952, 1956, 1961), trzykrotnie 3. miejsce w Serie A (1953, 1954, 1960), dwukrotny zdobywca Pucharu Łacińskiego (1951, 1956), finał tych rozgrywek (1953), finał Pucharu Europy 1958, w którym 28 maja 1958 roku na Stadionie Heysel w Brukseli drużyna Rossonerrich przegrała 3:2 po dogrywce z obrońcą trofeum, hiszpańskim Realem Madryt, oraz trzykrotnie wybierany do Drużyny Roku Serie A według magazynu Corriere dello Sport (1955, 1956, 1959). W latach 1956–1961 był kapitanem drużyny Rossonerrich, 

## Kariera reprezentacyjna
Nils Liedholm 16 czerwca 1946 roku na Idrottsparken w Norrköping rozegrał swój jedyny mecz w reprezentacji Szwecji B, w którym drużyna Trzech Koron wygrała 4:2 w meczu towarzyskim z reprezentacją Danii B.
Debiut w seniorskiej reprezentacji Szwecji zaliczył 15 czerwca 1947 roku na Idrætsparken w Kopenhadze w wygranym 4:1 z reprezentacją Danii (Liedholm w 30. minucie zdobył gola na 3:0) w ramach mistrzostw Nordyckich 1937–1947, które wkrótce drużyna Trzech Koron wygrała. Rok później, w 1948 roku triumfował w turnieju olimpijskim w Londynie po wygranej 13 sierpnia 1948 roku na Stadionie Wembley w Londynie w finale 3:1 z reprezentacją Jugosławii.
Następnie z powodu gry we Włoszech przez 9 lat nie grał w drużynie Trzech Koron, aż dostał powołanie na mistrzostwach świata 1958 w Szwecji, na których pełnił funkcję kapitana reprezentacji Szwecji, która zdobyła wicemistrzostwo turnieju po przegranej w finale 5:2 z reprezentacją Brazylii, rozegranym 29 czerwca 1958 roku na Råsundastadion w Solnej, w którym Liedholm zdobył gola w 4. minucie, otwierającym tym samym wynik meczu na 1:0. Był ostatni mecz Liedholma w drużynie Trzech Koron.
Łącznie w latach 1947–1958 w reprezentacji Szwecji rozegrał 23 mecze, w których zdobył 12 goli.

## Kariera trenerska
Nils Liedholm po zakończeniu kariery piłkarskiej rozpoczął karierę trenerską. Jako trener jest uznawany za jednego z pionierów nowoczesnego futbolu we Włoszech; był znany ze swojego nowatorskiego systemu strefowego krycia i nacisku na cierpliwe posiadanie piłki i płynne pozycjonowanie, zainspirowane holenderskim futbol totalnym. Jego styl zarządzania opierał się na tworzeniu zjednoczonej atmosfery zespołu, rozwijaniu młodych talentów i stosowaniu nowatorskich technik trenerskich, które stawiały utrzymanie piłki i umiejętną grę ponad taktyką obronną. 
Karierę rozpoczął w sezonie 1961/1962 jako asystent trenera Nereo Rocco w AC Milanie, którego w przyszłości trenował trzykrotnie: w latach 1964–1966 (w 1964–1965 wspólnie z Giuseppe Vianim) , 1977–1979 oraz 1984–1987. Z drużyną Rossonerrich zdobył mistrzostwo Włoch (1979), wicemistrzostwo Włoch (1965), zajął 3. miejsce w Serie A w sezonie 1963/1964 oraz dotarł do finału Pucharu Włoch (1985).
Następnie dwukrotnie trenował Hellasa Veronę (1967–1968, 1992), z którym w sezonie 1967/1968 awansował do Serie A, AC Monzę (1968–1969), FC Varese (1969–1971, awans do Serie A w sezonie 1969/1970), ACF Fiorentinę (1971–1973) oraz czterokrotnie AS Romę (1973–1977, 1979–1984, 1987–1989, 1997), z którą zdobył mistrzostwo Włoch (1983), dwukrotnie wicemistrzostwo Włoch (1981, 1984), trzykrotnie Puchar Włoch (1980, 1981, 1984), trzykrotnie zajął 3. miejsce w Serie A (1975, 1982, 1988), dotarł finał Pucharu Europy 1984, w którym przegrał 30 maja 1984 roku na Stadio Olimpico w Rzymie 4:2 po serii rzutów karnych z angielskim FC Liverpoolem (1:1 po dogrywce). Został także dwukrotnie wyróżniony Seminatore d'Oro (1975, 1983).

## Statystyki

### Klubowe
| Klub           | Sezon     | Liga        | Liga  | Liga | Puchar krajowy | Puchar krajowy | UEFA  | UEFA | Inne  | Inne | Łącznie | Łącznie |
| Klub           | Sezon     | Liga        | Mecze | Gole | Mecze          | Gole           | Mecze | Gole | Mecze | Gole | Mecze   | Gole    |
| -------------- | --------- | ----------- | ----- | ---- | -------------- | -------------- | ----- | ---- | ----- | ---- | ------- | ------- |
| IK Sleipner    | 1943/1944 | Division 2  |       |      | —              | —              | —     | —    | —     | —    |         |         |
| IK Sleipner    | 1944/1945 | Division 2  |       |      | —              | —              | —     | —    | —     | —    |         |         |
| IK Sleipner    | 1945/1946 | Division 2  |       |      | —              | —              | —     | —    | —     | —    |         |         |
| Łącznie        | Łącznie   | Łącznie     | 60    | 24   | —              | —              | —     | —    | —     | —    | 60      | 24      |
| IFK Norrköping | 1946/1947 | Allsvenskan | 10    | 5    | —              | —              | —     | —    | —     | —    | 10      | 5       |
| IFK Norrköping | 1947/1948 | Allsvenskan | 19    | 10   | —              | —              | —     | —    | —     | —    | 19      | 10      |
| IFK Norrköping | 1948/1949 | Allsvenskan | 19    | 7    | 2              | 2              | —     | —    | —     | —    | 21      | 9       |
| Łącznie        | Łącznie   | Łącznie     | 48    | 22   | 2              | 2              | —     | —    | —     | —    | 50      | 24      |
| AC Milan       | 1949/1950 | Serie A     | 37    | 18   | —              | —              | —     | —    | —     | —    | 37      | 18      |
| AC Milan       | 1950/1951 | Serie A     | 31    | 13   | —              | —              | —     | —    | 2     | 0    | 33      | 13      |
| AC Milan       | 1951/1952 | Serie A     | 38    | 9    | —              | —              | —     | —    | —     | —    | 38      | 9       |
| AC Milan       | 1952/1953 | Serie A     | 30    | 6    | —              | —              | —     | —    | 2     | 1    | 32      | 7       |
| AC Milan       | 1953/1954 | Serie A     | 31    | 10   | —              | —              | —     | —    | —     | —    | 31      | 10      |
| AC Milan       | 1954/1955 | Serie A     | 28    | 6    | —              | —              | —     | —    | 1     | 1    | 29      | 7       |
| AC Milan       | 1955/1956 | Serie A     | 31    | 1    | —              | —              | 6     | 0    | 2     | 0    | 39      | 1       |
| AC Milan       | 1956/1957 | Serie A     | 26    | 4    | —              | —              | —     | —    | 2     | 1    | 28      | 5       |
| AC Milan       | 1957/1958 | Serie A     | 24    | 7    | —              | —              | 8     | 2    | —     | —    | 32      | 9       |
| AC Milan       | 1958/1959 | Serie A     | 30    | 1    | 2              | 1              | —     | —    | —     | —    | 32      | 2       |
| AC Milan       | 1959/1960 | Serie A     | 28    | 3    | —              | —              | 4     | 0    | 3     | 2    | 35      | 5       |
| AC Milan       | 1960/1961 | Serie A     | 25    | 3    | 1              | 0              | —     | —    | 2     | 0    | 28      | 3       |
| Łącznie        | Łącznie   | Łącznie     | 359   | 81   | 3              | 1              | 18    | 2    | 14    | 5    | 394     | 89      |

### Reprezentacyjne
| Reprezentacja | Rok     | Mecze | Gole |
| ------------- | ------- | ----- | ---- |
| Szwecja       | 1947    | 7     | 5    |
| Szwecja       | 1948    | 9     | 4    |
| Szwecja       | 1949    | 2     | 1    |
| Szwecja       | 1950    | 0     | 0    |
| Szwecja       | 1951    | 0     | 0    |
| Szwecja       | 1952    | 0     | 0    |
| Szwecja       | 1953    | 0     | 0    |
| Szwecja       | 1954    | 0     | 0    |
| Szwecja       | 1955    | 0     | 0    |
| Szwecja       | 1956    | 0     | 0    |
| Szwecja       | 1957    | 0     | 0    |
| Szwecja       | 1958    | 5     | 2    |
| Łącznie       | Łącznie | 23    | 12   |

### Mecze w reprezentacji
| Mecze i gole w reprezentacji | Mecze i gole w reprezentacji | Mecze i gole w reprezentacji | Mecze i gole w reprezentacji | Mecze i gole w reprezentacji | Mecze i gole w reprezentacji | Mecze i gole w reprezentacji    | Mecze i gole w reprezentacji |
| Lp.                          | Data                         | Stadion                      | Przeciwnik                   | Gol                          | Wynik                        | Rozgrywki                       | Uwagi                        |
| Szwecja B                    | Szwecja B                    | Szwecja B                    | Szwecja B                    | Szwecja B                    | Szwecja B                    | Szwecja B                       | Szwecja B                    |
| ---------------------------- | ---------------------------- | ---------------------------- | ---------------------------- | ---------------------------- | ---------------------------- | ------------------------------- | ---------------------------- |
| 1.                           | 16.06.1946                   | Idrottsparken, Norrköping    | Dania B                      |                              | 4:2                          | Mecz towarzyski                 |                              |
| Szwecja                      |                              |                              |                              |                              |                              |                                 |                              |
| 1.                           | 15.06.1947                   | Idrætsparken, Kopenhaga      | Dania                        | Gol                          | 4:1                          | Mistrzostwa Nordyckie 1937–1947 |                              |
| 2.                           | 26.06.1947                   | Råsundastadion, Solna        | Dania                        |                              | 6:1                          | Turniej 40-lecia SPL            |                              |
| 3.                           | 28.06.1947                   | Stadion Olimpijski, Helsinki | Norwegia                     |                              | 5:1                          | Turniej 40-lecia SPL            |                              |
| 4.                           | 24.08.1947                   | Ryavallen, Borås             | Finlandia                    | Gol · Gol                    | 7:0                          | Mistrzostwa Nordyckie 1937–1947 |                              |
| 5.                           | 14.09.1947                   | Råsundastadion, Solna        | Polska                       | Gol                          | 5:4                          | Mecz towarzyski                 |                              |
| 6.                           | 05.10.1947                   | Råsundastadion, Solna        | Norwegia                     | Gol                          | 4:1                          | Mistrzostwa Nordyckie 1937–1947 |                              |
| 7.                           | 19.11.1947                   | Highbury, Londyn             | Anglia                       |                              | 2:4                          | Mecz towarzyski                 |                              |
| 8.                           | 09.06.1948                   | Olympisch Stadion, Amsterdam | Holandia                     |                              | 1:0                          | Mecz towarzyski                 |                              |
| 9.                           | 11.07.1948                   | Råsundastadion, Solna        | Austria                      | Gol                          | 3:2                          | Mecz towarzyski                 |                              |
| 10.                          | 02.08.1948                   | White Hart Lane, Londyn      | Austria                      |                              | 3:0                          | Igrzyska olimpijskie 1948       |                              |
| 11.                          | 05.08.1948                   | Selhurst Park, Londyn        | Korea Południowa             | Gol · Gol                    | 12:0                         | Igrzyska olimpijskie 1948       |                              |
| 12.                          | 10.08.1948                   | Stadion Wembley, Londyn      | Dania                        |                              | 4:2                          | Igrzyska olimpijskie 1948       |                              |
| 13.                          | 13.08.1948                   | Stadion Wembley, Londyn      | Jugosławia                   |                              | 3:1                          | Igrzyska olimpijskie 1948       |                              |
| 14.                          | 19.09.1948                   | Ullevaal Stadion, Oslo       | Norwegia                     |                              | 5:3                          | Mistrzostwa Nordyckie 1948–1951 |                              |
| 15.                          | 10.10.1948                   | Råsundastadion, Solna        | Dania                        | Gol                          | 0:1                          | Mistrzostwa Nordyckie 1948–1951 |                              |
| 16.                          | 14.11.1948                   | Praterstadion, Wiedeń        | Austria                      |                              | 1:2                          | Mecz towarzyski                 |                              |
| 17.                          | 02.06.1949                   | Råsundastadion, Solna        | Irlandia                     | Gol                          | 3:1                          | El. Mundialu 1950               |                              |
| 18.                          | 19.06.1949                   | Råsundastadion, Solna        | Węgry                        |                              | 2:2                          | Mecz towarzyski                 |                              |
| 19.                          | 08.06.1958                   | Råsundastadion, Solna        | Meksyk                       | Gol                          | 3:0                          | Mundial 1958                    |                              |
| 20.                          | 12.06.1958                   | Råsundastadion, Solna        | Węgry                        |                              | 2:1                          | Mundial 1958                    |                              |
| 21.                          | 19.06.1958                   | Råsundastadion, Solna        | ZSRR                         |                              | 2:0                          | Mundial 1958                    |                              |
| 22.                          | 24.06.1958                   | Ullevi Stadion, Göteborg     | RFN                          |                              | 3:1                          | Mundial 1958                    |                              |
| 23.                          | 29.06.1958                   | Råsundastadion, Solna        | Brazylia                     | Gol                          | 2:5                          | Mundial 1958                    |                              |

### Trenerskie
| Drużyna        | Od         | Do         | Wyniki | Wyniki | Wyniki | Wyniki | Wyniki |
| Drużyna        | Od         | Do         | M      | Z      | R      | P      | Z%     |
| -------------- | ---------- | ---------- | ------ | ------ | ------ | ------ | ------ |
| AC Milan       | 03.03.1964 | 07.03.1966 | 82     | 45     | 21     | 16     | 54,88  |
| Hellas Verona  | 23.01.1967 | 30.06.1968 | 61     | 26     | 18     | 17     | 42,62  |
| AC Monza       | 01.07.1968 | 30.06.1969 | 37     | 9      | 17     | 11     | 24,32  |
| FC Varese      | 01.07.1969 | 30.06.1971 | 83     | 24     | 38     | 21     | 28,92  |
| ACF Fiorentina | 01.07.1971 | 30.06.1973 | 84     | 38     | 25     | 21     | 45,24  |
| AS Roma        | 26.11.1973 | 30.06.1977 | 138    | 49     | 47     | 42     | 35,51  |
| AC Milan       | 01.07.1977 | 30.06.1979 | 78     | 37     | 28     | 13     | 47,44  |
| AS Roma        | 01.07.1979 | 30.06.1984 | 212    | 108    | 68     | 36     | 50,94  |
| AC Milan       | 01.07.1984 | 05.04.1987 | 120    | 46     | 41     | 33     | 38,33  |
| AS Roma        | 13.05.1987 | 19.02.1989 | 69     | 33     | 15     | 21     | 47,83  |
| AS Roma        | 20.03.1989 | 30.06.1989 | 12     | 5      | 4      | 3      | 41,67  |
| Hellas Verona  | 29.03.1992 | 30.06.1992 | 9      | 1      | 2      | 6      | 11,11  |
| AS Roma        | 08.04.1997 | 30.06.1997 | 8      | 1      | 2      | 5      | 12,50  |
| Łącznie        | Łącznie    | Łącznie    | 993    | 422    | 326    | 245    | 42,50  |

## Sukcesy

### Zawodnicze
IFK Norrköping
- Mistrzostwo Szwecji: 1947, 1948

AC Milan
- Mistrzostwo Włoch: 1951, 1955, 1957, 1959
- Wicemistrzostwo Włoch: 1950, 1952, 1956, 1961
- 3. miejsce w Serie A: 1953, 1954, 1960
- Finał Pucharu Europy: 1958
- Puchar Łaciński: 1951, 1956
- Finał Pucharu Łacińskiego: 1953

### Reprezentacyjne
- Mistrzostwo Nordyckie: 1937–1947
- Mistrzostwo olimpijskie: 1948
- Wicemistrzostwo świata: 1958

### Trenerskie
AC Milan
- Mistrzostwo Włoch: 1979
- Wicemistrzostwo Włoch: 1965
- 3. miejsce w Serie A: 1964
- Finał Pucharu Włoch: 1985

Hellas Verona
- Awans do Serie A: 1968

FC Varese
- Awans do Serie A: 1970

AS Roma
- Mistrzostwo Włoch: 1983
- Wicemistrzostwo Włoch: 1981, 1984
- 3. miejsce w Serie A: 1975, 1982, 1988
- Puchar Włoch: 1980, 1981, 1984
- Finał Pucharu Europy: 1984

### Indywidualne
- Drużyna Roku Serie A: 1955, 1956, 1959
- Seminatore d'Oro: 1975, 1983
- Członek 100 Magnifici: 1997
- UEFA Jubilee Poll: 2004 (69. miejsce)
- Członek Galerii Sławy AC Milanu: 2009
- Członek Galerii Sławy włoskiej piłki nożnej: 2016

## Życie prywatne
Nils Liedholm w 1968 roku wziął ślub z hrabiną Maria Lucia "Nina" Gabotto di San Giovanni, która zmarła w 2004 roku. Mieli syna Carla. Mieszkał z rodziną w Cuccaro Monferrato, gdzie prowadził winiarnię.
W 2003 roku został honorowym członkiem Włoskiej Federacji Bandy.
Zmarł 5 listopada 2007 roku w Cuccaro Monferrato.